# Gudhem

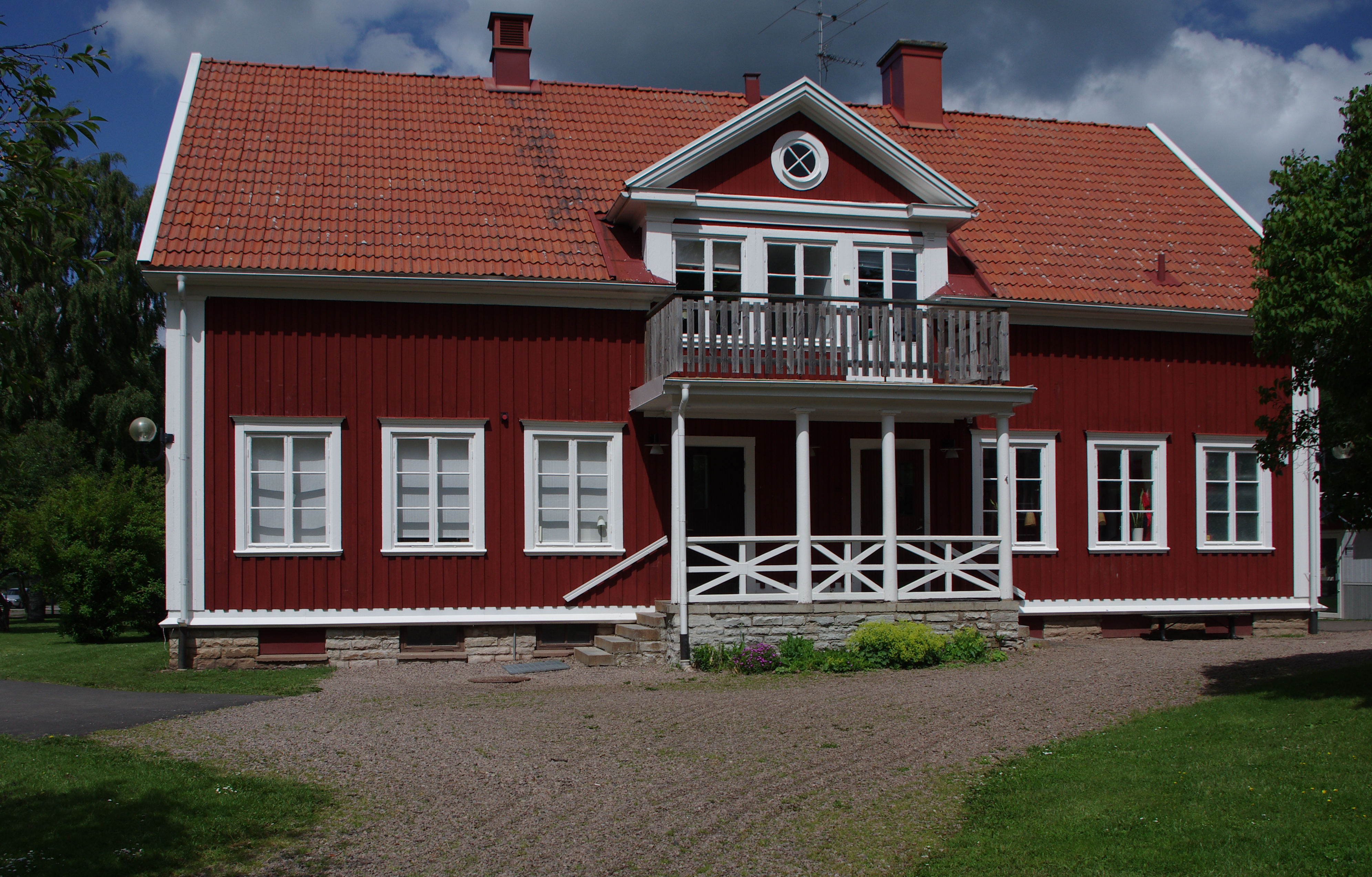
Gudhemsskolan

Gudhem är en tätort i Falköpings kommun i Västra Götalands län och kyrkby i Gudhems socken, belägen norr om Falköping.

## Historia

### Gudhems kloster
Kung Karl Sverkersson donerade Gudhems kungsgård till det nybildat Gudhems kloster, och en annan gynnare av klostret var Katarina Sunesdotter, som avled i klostret 1252.
1527 reformerades Sverige, och Gustav Vasa drog in alla kloster till kronan. Gudhem förlänade han 1528 till riddaren Nils Olofsson, som lovade att garantera nunnornas försörjning. Redan 1529 brann emellertid klostret ner och blev ruin.

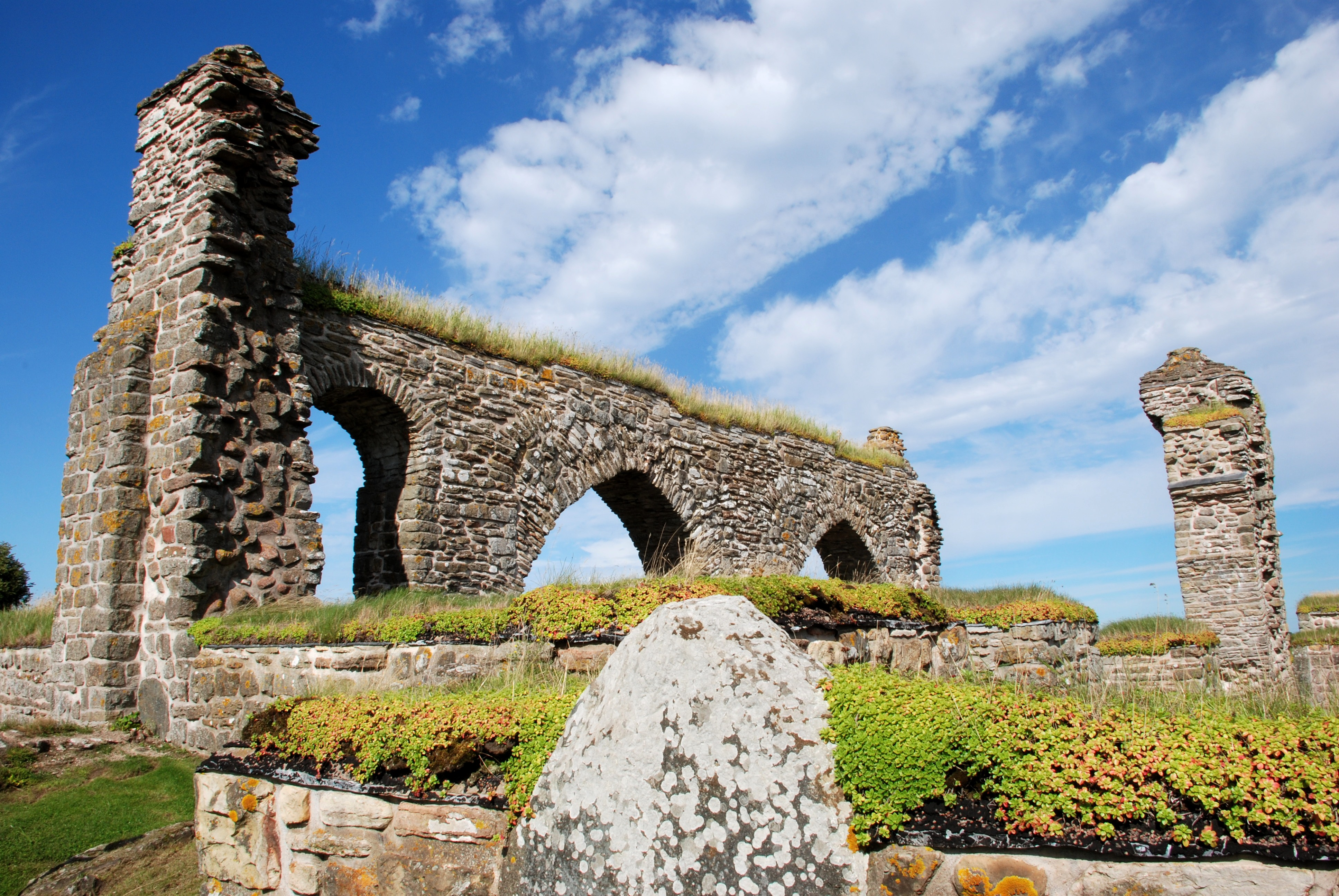
Gudhem klosterruin, augusti 2007

### Godset
Ägare efter klostertiden:
- 1540 Per Brahe d.ä. fick Gudhem härad som förläning "med all kunglig ränta" och Gudhems kloster "med alla de landbor där under ligga." [4]
- 1650 Lars Jespersson Cruus
- 1680 indraget till kronan som majorbostad (Västgöta regemente)

Åren 1914-1955 var Gudhems kungsgård en av arméns remontdepåer.

### Arkeologi
Mellan 1929 och 1950 företogs utgrävningar. Man fann då den första kyrkan från 1100-talet utan torn.

### Befolkningsutveckling
| Befolkningsutvecklingen i Gudhem 1965–2020 | Befolkningsutvecklingen i Gudhem 1965–2020 | Befolkningsutvecklingen i Gudhem 1965–2020 | Befolkningsutvecklingen i Gudhem 1965–2020 | Befolkningsutvecklingen i Gudhem 1965–2020 |
| ------------------------------------------ | ------------------------------------------ | ------------------------------------------ | ------------------------------------------ | ------------------------------------------ |
|                                            |                                            |                                            |                                            |                                            |
| År                                         |                                            |                                            | Folkmängd                                  | Areal (ha)                                 |
| 1965                                       | 1965                                       |                                            | 243                                        |                                            |
| 1970                                       | 1970                                       |                                            | 262                                        |                                            |
| 1975                                       | 1975                                       |                                            | 465                                        |                                            |
| 1980                                       | 1980                                       |                                            | 435                                        |                                            |
| 1990                                       | 1990                                       |                                            | 500                                        | 34                                         |
| 1995                                       | 1995                                       |                                            | 497                                        | 34                                         |
| 2000                                       | 2000                                       |                                            | 457                                        | 34                                         |
| 2005                                       | 2005                                       |                                            | 436                                        | 34                                         |
| 2010                                       | 2010                                       |                                            | 427                                        | 34                                         |
| 2015                                       | 2015                                       |                                            | 429                                        | 41                                         |
| 2020                                       | 2020                                       |                                            | 434                                        | 42                                         |
| Anm.: Ny tätort 1965                       |                                            |                                            |                                            |                                            |